# Johnny Thomsen
Johnny Thomsen (ur. 26 lutego 1982 we Fredericii) – duński piłkarz występujący na pozycji pomocnika.

## Kariera klubowa
Thomsen seniorską karierę rozpoczynał w 2002 roku w klubie Fredericia z 1. division. Spędził tam 4 lata. W tym czasie rozegrał tam 88 ligowych spotkań i zdobył 6 bramek. Na początku 2006 roku odszedł do SønderjyskE Fodbold, grającego w Superligaen. W tych rozgrywkach zadebiutował 23 kwietnia 2006 roku w zremisowanym 2:2 meczu z Nordsjælland. W tym samym roku spadł z klubem do 1. division. Po roku Thomsen powrócił z zespołem do Superligaen. 19 lipca 2009 roku w wygranym 1:0 pojedynku z Randers strzelił pierwszego gola w trakcie gry w Superligaen.

## Kariera reprezentacyjna
W reprezentacji Danii Thomsen zadebiutował 11 sierpnia 2010 roku w zremisowanym 2:2 towarzyskim meczu z Niemcami.